# Vidas Suspensas
Vidas Suspensas é uma série documental realizada pela SIC. Estreou a 27 de março de 2017.

## Formato
O programa aborda casos de pessoas cujas vidas se cruzaram com a justiça e que se mantém na expetativa de uma resolução dos respetivos casos. O formato semanal é da autoria de Sofia Pinto Coelho.
Uns casos são simples, outros complicados, mas todos têm um desfecho incerto que mantém pessoas à espera de viver. Seja com esperanças perdidas ou sonhos desfeitos, veremos histórias de luta pela justiça.
Do preso mais antigo de Portugal, ao homem que perdeu tudo quando foi despedido, da idosa que gostava de morrer na casa que era sua, às guerras entre pais que reivindicam os filhos.

### Apresentador
A apresentação e locução do programa estão a cargo do jornalista Ribeiro Cristóvão. Resultou de um convite que foi feito a Sofia Pinto Coelho por Alcides Vieira.

## Programas

### 1°. programa
Delfim Santos Sousa entrou na cadeia há 34 anos e nunca mais de lá saiu. Ou melhor, saiu uma única vez, durante três dias, numa precária que lhe foi concedida recentemente.
Condenado a 266 anos por uma longa lista de assaltos à mão armada, de que resultaram alguns feridos e um morto, Delfim acabou por cumprir a pena máxima de 20 anos, a que haveria de somar-se outra pena de mais 20 anos (de que já cumpriu 14), por crimes de tráfico de droga e desobediência, cometidos já na cadeia.
Os repórteres da SIC estiveram com Delfim na prisão de Vale de Judeus, entrevistaram-no e acompanharam-no, durante os únicos três dias de liberdade a que teve direito nestes últimos 34 anos.

### 2°. programa
A história do segundo episódio de “Vidas Suspensas” teve como protagonistas duas mulheres desavindas, Serafina e Julieta, que disputam, há quase duas décadas, a casa em que ambas viveram, uma a seguir à outra, com o mesmo homem.
Na justiça, joga-se a propriedade e muitos ódios e ressentimentos acumulados, pois foi dali, daquele espaço humilde e hoje bastante degradado, que José expulsou a mulher com quem vivia há 34 anos e de quem teve sete filhos, para acolher Julieta, rapariga mais nova, empregada temporária lá de casa, com quem engraçou e decidiu viver, em união de facto, o mesmo número de anos que vivera com Serafina, 34.

### 3°. programa
A vida de Luís Lopes e da sua família está em suspenso desde o dia em que a Polícia Judiciária lhe foi bater à porta com a suspeita de ter sido ele o responsável pela morte de Francisco Baptista. As provas que viriam a condenar este conhecido construtor civil de Elvas mostram como é ténue a fronteira que separa a vida em liberdade do inferno da cadeia.

### 4°. programa
Desde o Processo Casa Pia número de inquéritos relacionado com abusos sexuais subiu em flecha. Recurso ilícito é usado frequentemente por mães que querem afastar do filho o outro progenitor. Neste episódio, o programa "Vidas Suspensas" revela casos extremos de alienação parental que levaram várias famílias de arrasto.

## Audiências
| #                            | Data | Rating (%)    | Share (%)     | Pico máximo   | Pico máximo   | Telespetadores | Ref.   | Grafico |
| #                            | Data | Rating (%)    | Share (%)     | Rating (%)    | Share (%)     | Telespetadores | Ref.   | Grafico |
| #                            | Data | LIVE + VOSDAL | LIVE + VOSDAL | LIVE + VOSDAL | LIVE + VOSDAL | Telespetadores | Ref.   | Grafico |
| ---------------------------- | --- | ------------- | ------------- | ------------- | ------------- | -------------- | ------ | --- |
| 1                            | 27 de março de 2017 | 13,9%         | 27,3%         | 16,5%         | 31,6%         | 1.348.000      | [ 7 ]  | Esta página contém um gráfico que utiliza a extensão <graph> . A extensão está temporariamente indisponível e será reativada quando possível. Para mais informações, consulte o ticket T334940 . |
| 2                            | 3 de abril de 2017 | 13,5%         | 27,4%         | Sem dados     | Sem dados     | 1.310.000      | [ 8 ]  | Esta página contém um gráfico que utiliza a extensão <graph> . A extensão está temporariamente indisponível e será reativada quando possível. Para mais informações, consulte o ticket T334940 . |
| 3                            | 10 de abril de 2017 | 13,6%         | 27,7%         | 15,1%         | 30,1%         | 1.321.000      | [ 9 ]  | Esta página contém um gráfico que utiliza a extensão <graph> . A extensão está temporariamente indisponível e será reativada quando possível. Para mais informações, consulte o ticket T334940 . |
| 4                            | 17 de abril de 2017 | 13%           | 26,3%         | 14,9%         | 30,3%         | 1.254.000      | [ 10 ] | Esta página contém um gráfico que utiliza a extensão <graph> . A extensão está temporariamente indisponível e será reativada quando possível. Para mais informações, consulte o ticket T334940 . |
| 5                            | 1 de maio de 2017 |               |               |               |               |                |        | Esta página contém um gráfico que utiliza a extensão <graph> . A extensão está temporariamente indisponível e será reativada quando possível. Para mais informações, consulte o ticket T334940 . |
| 6                            | 8 de maio de 2017 |               |               |               |               |                |        | Esta página contém um gráfico que utiliza a extensão <graph> . A extensão está temporariamente indisponível e será reativada quando possível. Para mais informações, consulte o ticket T334940 . |
| 7                            | 15 de maio de 2017 |               |               |               |               |                |        | Esta página contém um gráfico que utiliza a extensão <graph> . A extensão está temporariamente indisponível e será reativada quando possível. Para mais informações, consulte o ticket T334940 . |
| 8                            | 22 de maio de 2017 |               |               |               |               |                |        | Esta página contém um gráfico que utiliza a extensão <graph> . A extensão está temporariamente indisponível e será reativada quando possível. Para mais informações, consulte o ticket T334940 . |
| Dados CAEM/GFK/Media Monitor | |               |               |               |               |                |        | |
|                              | Esta página contém um gráfico que utiliza a extensão <graph>. A extensão está temporariamente indisponível e será reativada quando possível. Para mais informações, consulte o ticket T334940. |               |               |               |               |                |        | |

Legenda :
     Melhor resultado
     Pior resultado